# Naque
Naque är en kommun i Brasilien.   Den ligger i delstaten Minas Gerais, i den sydöstra delen av landet, 700 km sydost om huvudstaden Brasília. Antalet invånare är 6 341.
Omgivningarna runt Naque är huvudsakligen savann. Runt Naque är det glesbefolkat, med 16 invånare per kvadratkilometer.